# Чанъэ-3

«Чанъэ́-3» (кит. трад. 嫦娥三號, упр. 嫦娥三号, пиньинь Cháng'é sānhào, палл. Чанъэ сань-хао ) — китайская автоматическая межпланетная станция (АМС) для изучения Луны и космического пространства.
Часть лунной программы Китая по изучению Луны с помощью автоматических межпланетных станций: межпланетная станция является посадочным аппаратом, состоящим из стационарной лунной станции и первого китайского лунохода «Юйту».
«Чанъэ-3» совершил первую в истории китайской космонавтики (и первую за 37 лет, после советской АМС «Луна-24») мягкую посадку на Луну.
Запуск аппарата осуществлён 1 декабря 2013 года с космодрома Сичан.
Прилунение состоялось 14 декабря 2013 в 13:10 UTC (примерно 17:10 MSK).

## Особенности миссии
В задачи «Чанъэ-3» входило зондирование рельефа и геологического строения Луны, изучение полезных ископаемых и наблюдение земной ионосферы с поверхности Луны.
В ходе выполнения программы «Чанъэ-3» на Луну впервые был доставлен телескоп; он предназначен для наблюдений в ближнем ультрафиолетовом диапазоне.
Луноход впервые был оснащён 360-градусным панорамным фотоаппаратом, инфракрасным и альфа-рентгеновским спектрометрами и георадаром, позволяющим изучить геологическую структуру Луны до глубины порядка 100 метров.
Планируемая продолжительность работы лунной станции составляла один год, лунохода — три месяца.

## Подготовка миссии
В июне 2013(?) на космодром Сичан был доставлен технический макет для отработки деталей предстартовой подготовки и пуска. В производстве находились две лётные межпланетные станции, одна из которых рассматривалась как резервная на случай неудачи первой, но в случае успеха может быть запущена с расширенной программой.

## Характеристики
АМС «Чанъэ-3» является посадочным аппаратом, на котором установлены приборы и оборудование стационарной лунной станции, а также луноход «Юйту».
Посадочный аппарат снабжен четырьмя опорами, двумя панелями солнечных батарей и платформой со сходнями, которая играет роль своеобразного лифта. Луноход (ровер) доставляется на Луну на верхней плоскости посадочного аппарата. С неё он выезжает на платформу-лифт, которая, опустившись из верхнего положения в нижнее, позволяет луноходу съехать на грунт.
На посадочном аппарате размещаются три панорамные камеры и устройство для изучения лунного грунта. Имеется отдельная телекамера для съёмки поверхности во время спуска, зависания посадочного аппарата продолжительностью до 100 секунд и выбора окончательной точки прилунения.

### Луноход
6-колёсный луноход «Юйту», массой 140 кг, может развивать скорость до 200 метров в час. 
Луноход, питающийся от двух панелей солнечных батарей, оснащён двумя парами камер (навигационные и панорамные), альфа-рентгеновским и инфракрасным спектрометрами, чувствительные элементы которых размещены на манипуляторе. Кроме того, на его донной части смонтирован георадар, позволяющий изучать структуру грунта до глубины порядка 30 м и коры Луны до глубины в несколько сотен метров.
Луноход получил имя персонажа китайской мифологии Юйту (кит. 玉兔 — Лунный заяц, Нефритовый заяц). Это название было выбрано по результатам интернет-голосования.

### Посадочный аппарат
Масса посадочного аппарата после прилунения — 1200 кг.
Посадочный аппарат нёс камеру коротковолнового УФ-диапазона, предназначенную для наблюдения земной ионосферы в полосе 30,4 нм в интересах исследования космической «погоды», солнечной активности, состояния магнитного поля Земли и потоков частиц в ионосфере. На нём был также установлен 150-миллиметровый оптический телескоп ближнего УФ-диапазона Lunar-based ultraviolet telescope (LUT) системы Ричи — Кретьена для астрономических наблюдений, объектами которых будут двойные звезды, короткопериодические переменные, активные ядра галактик и другие объекты яркостью вплоть до 13m.

## Ход миссии
Посадка на лунную поверхность была намечена на 16 декабря 2013 года, в кратере Залив Радуги Моря Дождей (рядом с местом посадки советского «Лунохода-1» в 1970 году), но состоялась 14 декабря и на 400 километров восточнее.
Научные результаты